# Stevardiinae
Stevardiinae è una sottofamiglia dei Characidae, pesci ossei d'acqua dolce appartenenti all'ordine Characiformes.

## Distribuzione e habitat
La sottofamiglia è endemica delle regioni tropicali dell'America centrale e meridionale tra la Costa Rica e l'Argentina. La maggior parte delle specie vive in corsi d'acqua con una certa corrente, in ruscelli della foresta o lungo le spiagge nei grandi fiumi.

## Descrizione
Si distinguono dagli altri Characidae per caratteri poco visibili a un esame esteriore dell'individuo in vita come la disposizione e il numero dei denti, le caratteristiche dei raggi delle pinne e l'andamento della linea laterale. Inoltre nei maschi adulti di molti generi (talvolta in ambo i sessi) è presente un caratteristico organo alla base della pinna caudale definito organo caudale composto da tessuto ghiandolare e secernente feromoni probabilmente legato alla fecondazione interna (che però avviene anche in generi sprovvisti dell'organo).

## Biologia
I particolari della biologia sono noti solo in alcuni generi.

### Alimentazione
La dieta di questi pesci è molto variabile secondo i diversi generi, vi sono specie erbivore, durofaghe e insettivore.

### Riproduzione
In numerosi generi (tra cui la totalità di quelli che hanno un organo caudale ma non solo) hanno una fecondazione interna mentre in altri generi la fecondazione è esterna e simile a quella della maggioranza degli altri Characidae.

## Generi
Il genere è composto da 47 generi
- Acrobrycon
- Argopleura
- Attonitus
- Aulixidens
- Boehlkea
- Bryconacidnus
- Bryconadenos
- Bryconamericus
- Caiapobrycon
- Ceratobranchia
- Chrysobrycon
- Corynopoma
- Creagrutus
- Cyanocharax
- Cyanogaster
- Diapoma
- Gephyrocharax
- Glandulocauda
- Hemibrycon
- Hypobrycon
- Hysteronotus
- Iotabrycon
- Knodus
- Landonia
- Lepidocharax
- Lophiobrycon
- Markiana
- Microgenys
- Mimagoniates
- Monotocheirodon
- Nantis
- Odontostoechus
- Othonocheirodus
- Phallobrycon
- Phenacobrycon
- Piabarchus
- Piabina
- Planaltina
- Pseudocorynopoma
- Pterobrycon
- Ptychocharax
- Rhinobrycon
- Rhinopetitia
- Scopaeocharax
- Trochilocharax
- Tyttocharax
- Xenurobrycon